# المستشفى العام (مسلسل)
المستشفى العام (بالإنجليزية: General Hospital)‏ هو مسلسل دراما تم إنتاجه في الولايات المتحدة. بدأ عرضه في سنة 1963 على هيئة الإذاعة الأمريكية. بلغ عدد حلقاته 13000 حلقة، وتبلغ مدة الحلقة الواحدة 30 دقيقة. تم بث المسلسل لأول مرة بتاريخ 1 أبريل 1963 من بطولة جاكوب يانغ، إيفا لانغوريا، بيلي ميلر، أمبير تامبلين، فينيسا مارسيل، لورا هارينج، أليسيا لي ويليس وجيمس فرانكو. فاز المسلسل بجائزة إيمي دايتايم لأفضل مسلسل دراما. هو حاليا أطول مسلسل أوبرا صابون أمريكي مستمر حسب موسوعة غينيس للأرقام القياسية.

## وصلات خارجية
- الموقع الرسمي
- المستشفى العام على موقع IMDb (الإنجليزية)
- المستشفى العام على موقع ميتاكريتيك (الإنجليزية)
- المستشفى العام على موقع روتن توميتوز (الإنجليزية)
- المستشفى العام على موقع كينوبويسك (الروسية)
- المستشفى العام على موقع ألو سيني (الفرنسية)
- المستشفى العام على موقع قاعدة بيانات الفيلم (الإنجليزية)